# مقاطعة مورغان (كولورادو)
مقاطعة مورغان (بالإنجليزية: Morgan County)‏ هي إحدى مقاطعات ولاية كولورادو في الولايات المتحدة الأمريكية.